# Eraclio Zepeda
Eraclio Zepeda Ramos (Tuxtla Gutiérrez, Chiapas, 24 de marzo de 1937 – Ibídem, 17 de septiembre de 2015) fue un escritor, poeta, actor y político mexicano. Trabajó en Cuba, la Unión Soviética y la República Popular China como profesor universitario y corresponsal de prensa. 
Cursó el bachillerato en la Universidad Militarizada Latinoamericana (UMLA), donde formó un círculo de estudios marxistas con Jaime Labastida, Jaime Augusto Shelley y Nils Castro. Estudió Antropología Social en la Universidad Veracruzana lo que le hizo unirse a grupos políticos de izquierda, lo que se refleja en sus obras literarias.
En 1960 asistió al 1.er Congreso Latinoamericano de Juventudes en Cuba y, cuando la invasión de Bahía de Cochinos, al igual que Lázaro Cárdenas del Río, se alistó como soldado junto con Carlos Jurado, Nils Castro y Roque Dalton, designándosele oficial responsable de la Compañía Especial de Combate.

## Profesor
Fue profesor de la Escuela Preparatoria de San Cristóbal de las Casas en 1957, de la Escuela de Derecho de esa misma ciudad, de la Universidad Veracruzana de 1958 a 1960, de la Universidad de Oriente, en Cuba en 1961 y un año más tarde de la Universidad de La Habana, de la Escuela de Instructores de Arte de La Habana, del Instituto de Lenguas Extranjeras de Pekín.
Eraclio Zepeda fue creador del grupo de orientación campesina de la CONASUPO en 1967, fundando el Teatro de Orientación Campesina, donde habría de producir la radionovela San Martín de la Piedra y fundado el periódico mural El Correo Campesino.

## Política
Participó en una serie de movimientos en contra del gobernador de Chiapas Efraín Aranda Osorio pues este había aplicado el delito de disolución social. De 1958 a 1959, fue militante del Partido Obrero Campesino, para luego pasar al Partido Comunista Mexicano, partido en que sería militante de 1969 a 1981. En el PCM fue miembro del comité central y de la comisión política y corresponsal en Moscú del órgano La Voz de México.
Fue cofundador y miembro del Comité Central del Partido Socialista Unificado de México y del Partido Mexicano Socialista, siendo precandidato a la Presidencia y candidato a senador por Chiapas. Fue diputado federal por el PSUM en la LIII Legislatura del Congreso de la Unión de México. En 1989 fue cofundador y miembro de la Comisión de Garantías del Partido de la Revolución Democrática. Entre diciembre de 1994 y abril de 1997, fue secretario de gobierno del estado de Chiapas, con los gobernadores Eduardo Robledo Rincón y Julio César Ruiz Ferro.

## Actor
Se inició en el cine, como actor, en Reed, México Insurgente del año 1973 de Paul Leduc y Campanas Rojas del año 1982 de Serguei Bondarchuk, en el papel de Francisco Villa en ambas producciones.

## Premios y distinciones
- Medalla Conmemorativa del Instituto Nacional Indigenista en 1980.
- Premio Xavier Villaurrutia por Andando el tiempo en 1982.[5]
- Fue miembro del Sistema Nacional de Creadores de Arte, desde 1994.
- Medalla Belisario Domínguez, 2014.[6]
- Premio Nacional de Ciencias y Artes en el área de Lingüística y Literatura otorgado por la Secretaría de Educación Pública en 2014.[7]
- Doctor Honoris Causa por la Universidad de Ciencias y Artes de Chiapas y la Universidad Intercultural de Chiapas, 2015.

## Obras
Cuentos
- Benzulul (1959)
- Asalto nocturno (1979)
- No se asombre, sargento
- Ratón-que-vuela (1989)
- Los pálpitos del Coronel (2000)
- Horas de vuelo (2001)
- Quien dice verdad

Novelas
- Las grandes lluvias (2005)
- Tocar el fuego (2007)
- Sobre esta tierra
- Viento del siglo

Teatro
- El tiempo y el agua (1960)

Poemas
- La espiga amotinada (1960)
- Ocupación de la palabra (1965)
- Elegía a Rubén Jaramillo (1963